# Xyris isoetifolia
Xyris isoetifolia är en gräsväxtart som beskrevs av Robert Kral. Xyris isoetifolia ingår i släktet Xyris och familjen Xyridaceae. Inga underarter finns listade i Catalogue of Life.